# Ekonomika Finska
Finsko je průmyslově velmi vyspělá země s tržním hospodářstvím. Na obyvatele vyprodukuje přibližně stejně co ostatní západoevropské státy jako například Francie, Německo, Švédsko nebo Spojené království. Největší hospodářským sektorem jsou služby s 65,7 procentním podílem, následuje výroba a rafinace s 31,4 procenty. Primér představuje 2,9 procenta hospodářství. Klíčovým hospodářským odvětvím pro zahraniční obchod je průmyslová výroba. Největší podíl průmyslu představuje elektronika (21,6 procenta), výroba strojů, vozidel a jiných technických kovových výrobků (21,1 procenta), dřevozpracující průmysl (13,1 procenta) a výroba chemikálií (10,9 procenta). Finsko má velké zásoby dřeva. Oblast Velké Helsinky vytváří kolem třetiny finského HDP. Inflace mezi roky 2004 a 2006 byla nízká, v průměru 1,8 procenta.
Finsko je silně začleněno do globální ekonomiky a mezinárodního obchodu, který tvoří třetinu HDP. Zahraniční obchod se státy Evropské unie tvoří 60 z celkového zahraničního obchodu. Největšími obchodními partnery jsou Německo, Rusko, Švédsko, Velká Británie, USA, Nizozemí a Čína. Obchodní politika je řízena ze strany Evropské unie. Finsko je tradiční stoupenec volného obchodu, s výjimkou zemědělství. Finsko je jedinou severskou zemí, která se připojila k eurozóně.
40 největších ve Finsku registrovaných společností podle obratu v roce 2006 nebo 2007 byli tyto (zkratky Oy a Oyj odstraněny): Nokia, Stora Enso, Neste Oil, UPM-Kymmene, Kesko, SOK, Metsäliitto, Outokumpu, Metso, Tamro, Fortum, Sampo, Kone, Elcoteq, Rautaruukki, Wärtsilä, YIT, Varma, Cargotec, SanomaWSOY, Kemira, Ilmarinen Keskinäinen Eläkevakuutusyhtiö, TeliaSonera, Luvata International (bývalý Outokumpu Copper), Huhtamäki, Finnair, Lemminkäinen, HKScan, Onvest, RTF Auto, Tieto, Ahlstrom, Konecranes, Valio, ABB, Itella, Amer Sports, Teboil, Elisa, a Myllykoski.

Růst reálného HDP v letech 1998–2007

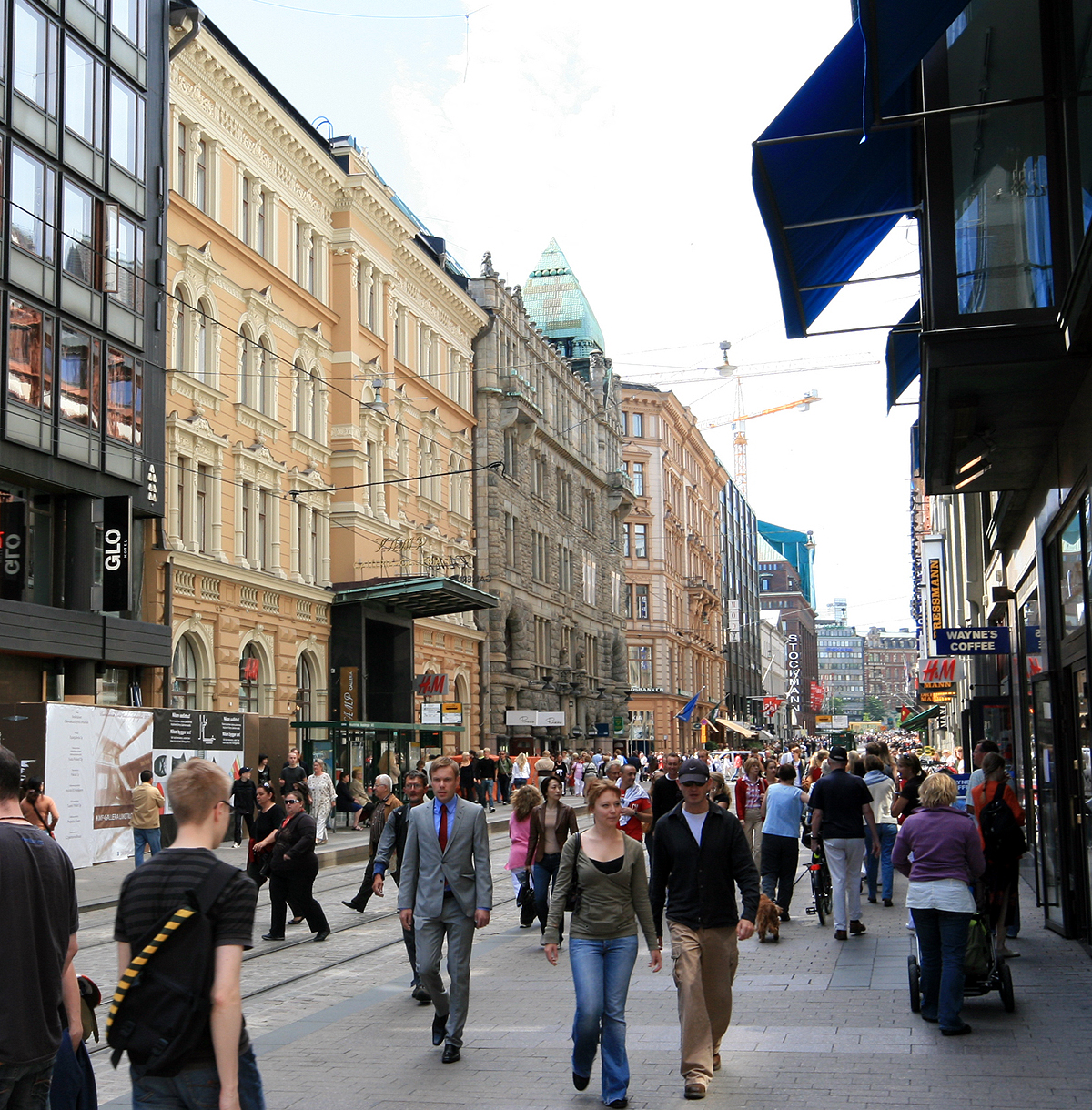
Aleksanterinkatu, obchodní ulice v Helsinkách

Soukromý sektor zaměstnává přibližně 1,8 milionu obyvatel, z toho zhruba třetina má vysokoškolské vzdělání. V roce 2004 činily průměrné náklady na zaměstnance soukromého sektoru za hodinu 25,1 eura. Od roku 2008 je průměrná kupní síla na podobné úrovni jako v Itálii, Švédsku, Německu nebo Francii. V roce 2006 pracovalo 62 % pracovní síly pro firmy s méně než 250 zaměstnanci. Ty představovaly 49 % celkového ekonomického obratu a měly nejsilnější tempo růstu. Míra zaměstnanosti žen je vysoká. Rozdělení povolání na spíše mužské a spíše ženské je vyšší než v USA. Podíl pracovníků na částečný úvazek byl jeden z nejnižších v zemích OECD v roce 1999.
Na začátku roku 2008 činila míra nezaměstnanosti 6,8 %, zaměstnanost byla na 68 procentech. 18 % obyvatel ve věku nad 50 let nepracuje a nad 60 let je více než dvě třetiny nepracujících. Nefondové důchody a další závazky jako například zdravotní pojištění jsou hlavním rizikem zadlužení v budoucnu, i když Finsko je mnohem lépe připraveno než země jako třeba Francie nebo Německo. Výše státního dluhu byla snížena na zhruba 32 procent HDP v roce 2007. Roku 2007 dosahovala průměrná hodnota domácích úspor stupně -3.8 a zadluženost domácností představovala 101% ročního dosažitelného příjmu, což bylo na stejné úrovni jako většina zemí Evropy.
V roce 2006 bylo ve Finsku 2,4 milionu domácností. Průměrná velikost finské domácnosti je 2,1 osob. 40 procent domácností sestává z jediné osoby, 32 procent ze dvou osob a 28 procent ze tří nebo více osob. Obytných budov je celkem 1,2 milionu a na jednoho občana připadá průměrně 38 metrů čtverečních obytných prostor. Cena průměrné obytné nemovitosti bez půdy činí 1187 euro za metr čtvereční a pozemek 8,6 euro za metr čtvereční. 74 procent domácností vlastní osobní automobil. K dispozici je 2,5 milionu aut a 0,4 milionu ostatních vozidel. Přibližně 92 % Finů má mobilní telefon a 58 % je připojeno k internetu doma. Průměrná celková spotřeba domácností činí 20 000 euro, z čehož na bydlení připadá zhruba 5500 eur, na dopravu kolem 3000 euro, na potraviny a nápoje s výjimkou alkoholických zhruba 2500 eur a na rekreaci a kulturu kolem 2000 euro. Kupní síla přizpůsobená průměrné spotřebě domácností je zhruba na stejné úrovni jako je tomu v Německu, Švédsku a Itálii. Podle organizace Invest in Finland vzrostla soukromá spotřeba o 3% v roce 2006 a zákazníci upřednostňovali výrobky vysoké kvality, které dlouho vydrží, případně utráceli své peníze za zlepšení svého životního standardu.